# ジョージ・キング
ジョージ・スミス・キング・ジュニア（George Smith King Jr.、1928年8月16日 - 2006年10月5日）は、アメリカ合衆国の元プロバスケットボール選手、指導者。身長183cm、体重79kg。ポジションはポイントガード。

## 経歴

### 選手時代
ウェストバージニア州ファイエット出身。チャールストン大学在学中に2年連続で州の年間最優秀アマチュアアスリートに選ばれた。1950年NBAドラフト8巡目でシカゴ・スタッグズに指名されたが入団せず、AAUで1年間プレーした後シラキュース・ナショナルズに入団した。
ナショナルズではドルフ・シェイズ、ポール・シーモアらとともに主力として活躍し、2年目にリーグ3位の平均5.1アシストを記録した。チームは1955年NBAファイナルに進出してフォートウェイン・ピストンズと対戦し、激戦の末4勝3敗で初優勝を果たした。キングは、第7戦残り12秒で決勝フリースローを沈め、ラストプレーでアンディ・フィリップからスティールをあげて優勝を決定づける殊勲の活躍を見せた。
キングはナショナルズで5シーズンプレーし、1956年に一旦現役を引退した。母校チャールストン大学のヘッドコーチを短期間務めた後、1957年シンシナティ・ロイヤルズで現役復帰し、1シーズンのみプレーして再度引退した。NBAでの成績は、411試合の出場で通算4,219得点1,958アシスト（平均10.3得点4.8アシスト）であった。

### コーチ時代
キングは1960年ウェストバージニア大学のヘッドコーチに就任し、5シーズンでチームをNCAAトーナメントに3度導いた。1965年パデュー大学に移り、1969年に学校史上唯一のNCAAトーナメント決勝進出を果たしたが、ルー・アルシンダー擁するUCLAに敗れた。1972年の退任後は同校の陸上競技部監督を1992年まで務め、NCAAの要職も歴任した。カレッジでのコーチ戦績は、12シーズンで211勝107敗（勝率.664）であった。
キングは1983年に母校チャールストン大学から名誉博士号を授与され、チャールストン大学とパデュー大学のアスレチック殿堂にも選ばれた。
2006年、78歳で死去。

## 個人成績
| †    | NBAチャンピオン |
| 太字 | キャリアハイ    |

### レギュラーシーズン
| Season   | Team   | GP  | MPG  | FG%  | FT%  | RPG | APG | PPG  |
| -------- | ------ | --- | ---- | ---- | ---- | --- | --- | ---- |
| 1951-52  | SYR    | 66  | 28.6 | .406 | .712 | 4.2 | 3.7 | 10.0 |
| 1952-53  | SYR    | 71  | 35.5 | .402 | .643 | 4.0 | 5.1 | 11.2 |
| 1953-54  | SYR    | 72  | 32.9 | .376 | .627 | 3.7 | 3.8 | 11.3 |
| 1954-55† | SYR    | 67  | 30.1 | .377 | .611 | 3.4 | 4.9 | 8.9  |
| 1955-56  | SYR    | 72  | 32.5 | .372 | .640 | 3.5 | 5.7 | 10.3 |
| 1957-58  | CIN    | 63  | 36.1 | .364 | .617 | 4.9 | 5.3 | 9.7  |
| Career   | Career | 411 | 32.6 | .382 | .642 | 3.9 | 4.8 | 10.3 |

### プレーオフ
| Year   | Team   | GP | MPG  | FG%  | FT%  | RPG | APG | PPG  |
| ------ | ------ | -- | ---- | ---- | ---- | --- | --- | ---- |
| 1952   | SYR    | 6  | 34.5 | .352 | .679 | 4.8 | 3.5 | 9.5  |
| 1953   | SYR    | 2  | 33.5 | .462 | .833 | 2.5 | 4.5 | 11.0 |
| 1954   | SYR    | 10 | 28.6 | .403 | .603 | 2.2 | 2.1 | 8.8  |
| 1955†  | SYR    | 11 | 33.7 | .393 | .636 | 3.7 | 5.6 | 11.5 |
| 1956   | SYR    | 8  | 39.6 | .361 | .792 | 5.9 | 7.5 | 14.5 |
| 1958   | CIN    | 2  | 39.5 | .250 | .667 | 2.5 | 3.5 | 9.0  |
| Career | Career | 39 | 34.0 | .372 | .679 | 3.8 | 4.6 | 11.0 |